# فضای پلنوم

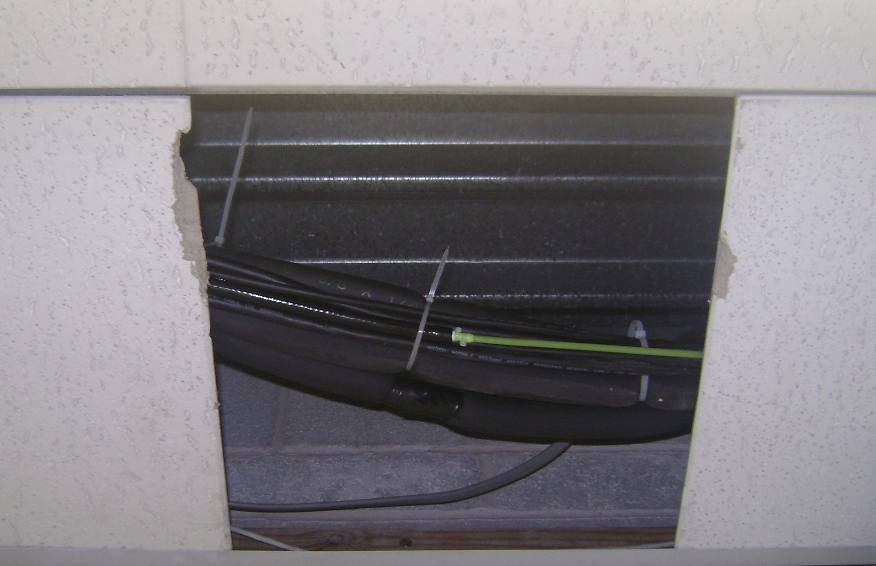
فضای پلنوم یا فضای محفظه‌هوا

فضای پلنوم یا فضای محفظه‌هوا بخشی از ساختمان است که می‌تواند گردش هوا را برای سیستم‌های گرمایش و تهویه‌هوا تسهیل کند، با ایجاد مسیرهایی برای جریان‌های هوای گرم/تهویه‌شده یا برگشتی، معمولاً در فشار بیشتر از اتمسفر. فضای بین سقف سازه‌ای و سقف کاذب شده یا زیر یک طبقه مرتفع معمولاً پلنوم در نظر گرفته می‌شود. با این حال، برخی از طرح‌های سقف‌کاذب درزگیر محکمی ایجاد می‌کنند که اجازه جریان هوا را نمی‌دهد و بنابراین ممکن است به عنوان فضای هَوارِسان پلنوم در نظر گرفته نشود.